# Морз (Вісконсин)
Морз (англ. Morse) — місто (англ. town) в США, в окрузі Ешленд штату Вісконсин. Населення — 499 осіб (2020).

## Демографія
Згідно з переписом 2010 року, у місті мешкали 493 особи в 204 домогосподарствах у складі 156 родин. Було 401 помешкання
Расовий склад населення:
| - 96,3 % — білих - 0,6 % — азіатів - 0,4 % — корінних американців |

До двох чи більше рас належало 2,6 %. Частка іспаномовних становила 0,6 % від усіх жителів.
За віковим діапазоном населення розподілялося таким чином: 21,3 % — особи молодші 18 років, 59,6 % — особи у віці 18—64 років, 19,1 % — особи у віці 65 років та старші. Медіана віку мешканця становила 46,8 року. На 100 осіб жіночої статі у місті припадало 117,2 чоловіків;  на 100 жінок у віці від 18 років та старших — 110,9 чоловіків також старших 18 років.
Середній дохід на одне домашнє господарство  становив 56 412 долари США (медіана — 51 500), а середній дохід на одну сім'ю — 67 050 доларів (медіана — 65 375). Медіана доходів становила 48 281 долар для чоловіків та 30 417 доларів для жінок. За межею бідності перебувало 16,1 % осіб, у тому числі 37,3 % дітей у віці до 18 років та 2,8 % осіб у віці 65 років та старших.
Цивільне працевлаштоване населення становило 218 осіб. Основні галузі зайнятості: освіта, охорона здоров'я та соціальна допомога — 23,4 %, виробництво — 20,2 %, будівництво — 13,8 %, сільське господарство, лісництво, риболовля — 10,1 %.